# Clinton, Wisconsin
Clinton är en kommun (town) i Rock County i delstaten Wisconsin, USA.